# Педья
Пе́дья (ест. Pedja küla) — село в Естонії, у волості Йиґева повіту Йиґевамаа.

## Населення
Чисельність населення на 31 грудня 2011 року становила 50 осіб.